# Xenocrasis fereyi
Xenocrasis fereyi là một loài bọ cánh cứng trong họ Cerambycidae.